# Будапешт – Дьєр
Будапешт – Дьєр – газопровід на північному заході Угорщини, який, зокрема, забезпечує зв’язок із Австрією.
Ще в 1976-му до Дьєра подали блакитне паливо через відгалуження від трубопроводу Адоні –Nagylengyel, прокладеного північніше від озера Балатон. А у 1989 – 1992 роках Дьєр за допомогою газопроводу довжиною 112 км та діаметром 600 мм сполучили із Пілішверешвар на північно-західній околиці Будапешту (наразі Пілішверешвар розташований на трасі Будапештського газопровідного кільця, яке сполучає цілий ряд трубопроводів, котрі підходять з різних напрямків до угорської столиці).
В 1996-му до Дьєра вивели інтерконектор з Австрією, після чого реверсований трубопровід Будапеш – Дьєр почав відігравати важливу роль у імпорті блакитного палива до Угорщини (зазначений інтерконектор надає доступ до найбільшого у Східній Європі газоторгівельного майданчику в Баумгартені).   
Також можливо відзначити, що від лінії Будапеш – Дьєр через перемичку довжиною 13 км та діаметром 500 мм живиться введена в експлуатацію у 2011 році ТЕС Гонюй. А в 2004-му проклали перемичку довжиною 30 км та діаметром 300 мм, яка дозволила відмовитись від спалювання вугілля та перевести на більш екологічне паливо ТЕЦ Татабанья (тоді ж зупинили і вугільну ТЕС Banhida, яка приймала у часть у постачанні тепла для системи централізованого опалювання Татабаньї).